# Place des Petits-Pères
La place des Petits-Pères est une place du 2e arrondissement de Paris.

## Situation et accès

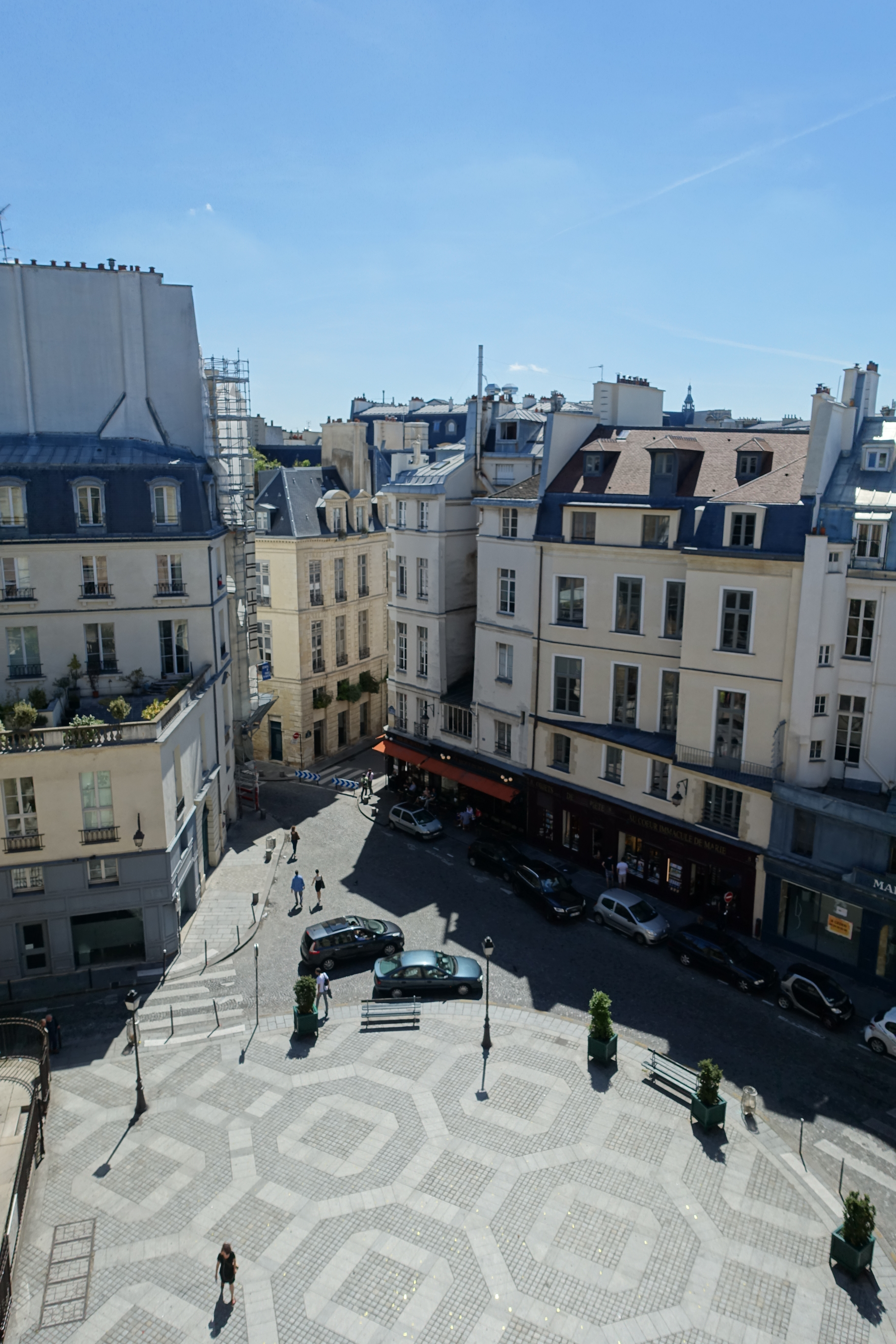
Le parvis de l'église sur la place.

## Origine du nom
Le nom de la place garde la mémoire du couvent d'Augustins qui s'étendait tout autour et dont l'emprise correspond à l'ancienne cour. Les Augustins étaient appelés les « Petits-Pères ».

## Historique
La place, formée en 1805, était autrefois la cour du couvent des Religieux-Augustins, dits Petits-Pères dont la basilique Notre-Dame-des-Victoires était l'église.
Ce couvent fut supprimé à la Révolution française et une partie de ses bâtiments devint la mairie de l'ancien 3e arrondissement de Paris jusqu'en 1849, puis, à partir de 1850, elle abrita la caserne des Petits-Pères également appelée « caserne de la Banque », qui donnait rue de la Banque et rue Notre-Dame-des-Victoires.

## Bâtiments remarquables et lieux de mémoire (dans le sens horaire)

### Côté sud
Sur son côté sud, la place est délimitée par la rue des Petits-Pères, seule façade commerciale du parvis, où étaient autrefois établies des boutiques d'objets religieux. Il n'en subsiste qu'une, au no 8. Les nos 4 et 6 conservent en surplomb des vitrines des statues de Vierges à l'Enfant, vestiges de leur activité passée. Des commerces haut de gamme occupent désormais les vitrines :
- no 4 : Sylvain Georges, « orchidéiste » ;
- no 6 : boutique Sarah Lavoine (qui donne également 6, place des Victoires) et Dammann Frères (à l'enseigne Maison Bleue, librairie et éditeur religieux depuis le XIXe siècle[3], qui a subsisté) ;
- no 8 : Au Cœur Immaculé de Marie ;
- no 10 : boulangerie et salon de thé Le Moulin de la Vierge.

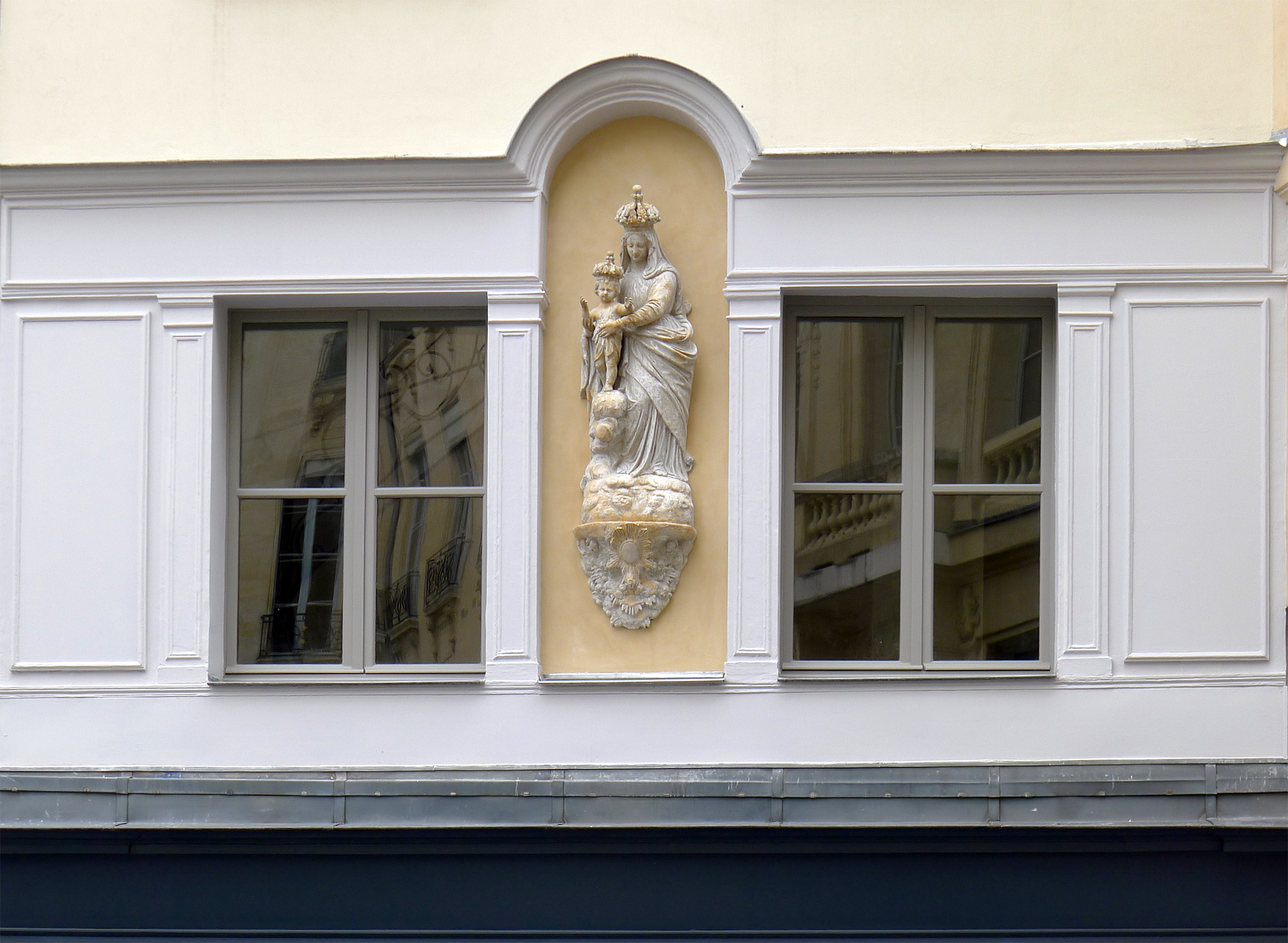
No 4
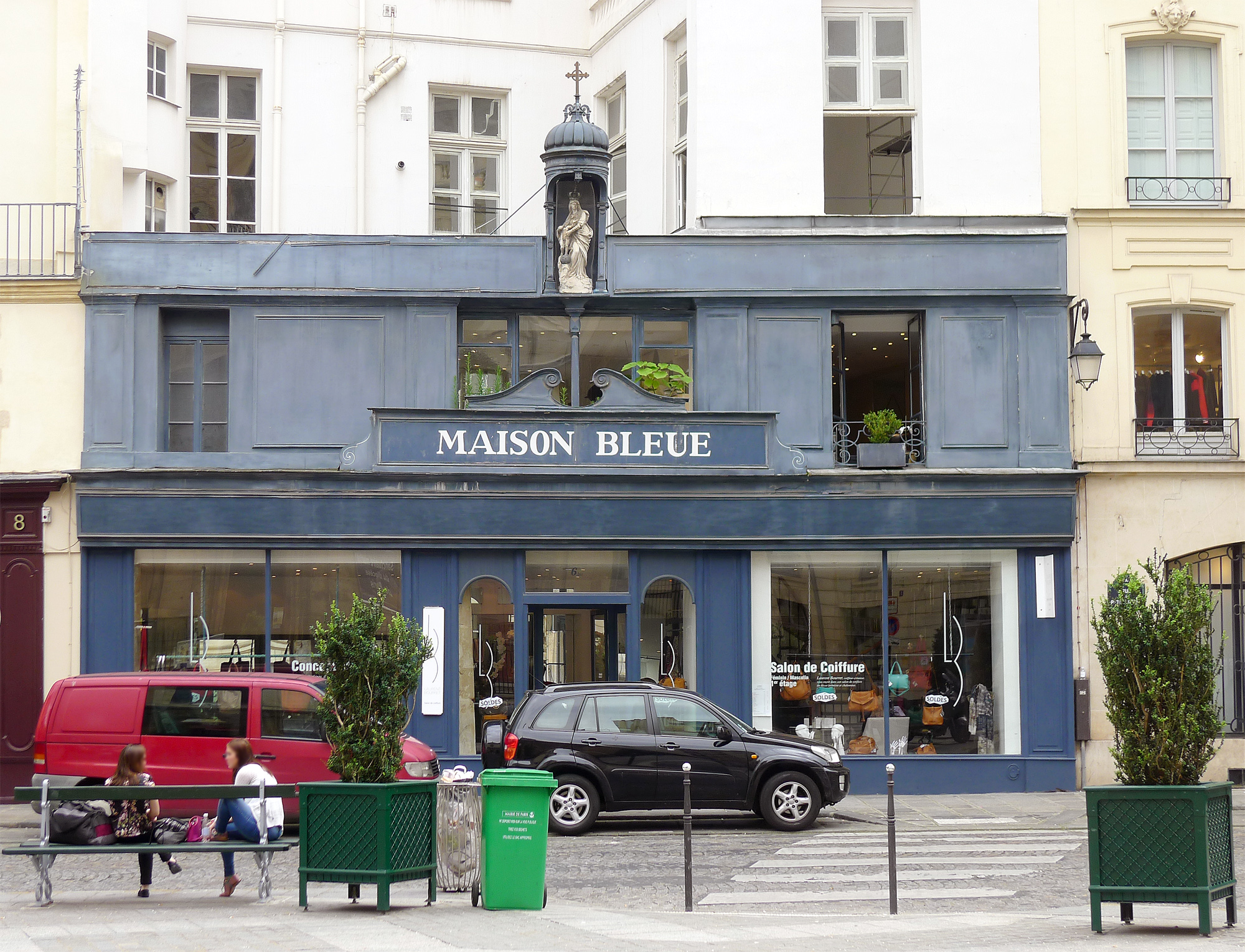
No 6

### Côté ouest
- Aux nos 1-3 se trouve le bâtiment de la banque Léopold Louis-Dreyfus (préfiguration du Groupe Louis-Dreyfus ), construite par l'architecte Henri-Paul Nénot[4]  - également chargé des nouveaux bâtiments de la Sorbonne sous la IIIeme république. Les lieux furent occupés par le Commissariat général aux questions juives sous le régime de Vichy.
- Le passage des Petits-Pères débouche sur la place.
- Le no 5 est un bâtiment qui dépend de la mairie du 2e arrondissement, qui abrite notamment la bibliothèque Charlotte-Delbo. Un arrêté du 7 mai 1982 a inscrit aux monuments historiques ses façades et toitures donnant sur la rue et sur la cour intérieur, ainsi que le vestibule d'entrée et, au premier étage, la salle des mariages avec son décor (peint par Paul Moreau de Tours)[5].

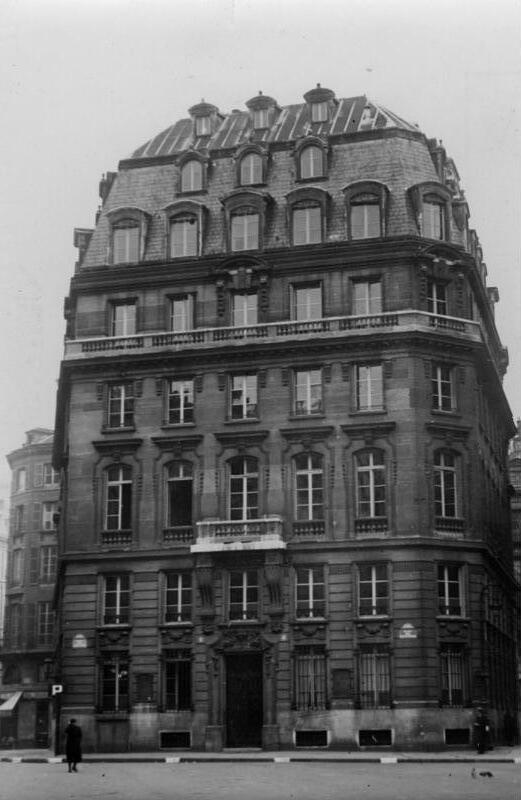
Le bâtiment de la banque Léopold Louis-Dreyfus en 1941

### Côté nord
- Au no 7 se trouve la basilique Notre-Dame-des-Victoires (ancienne église du couvent des Petits-Pères).
- La rue Notre-Dame-des-Victoires débouche sur la place.

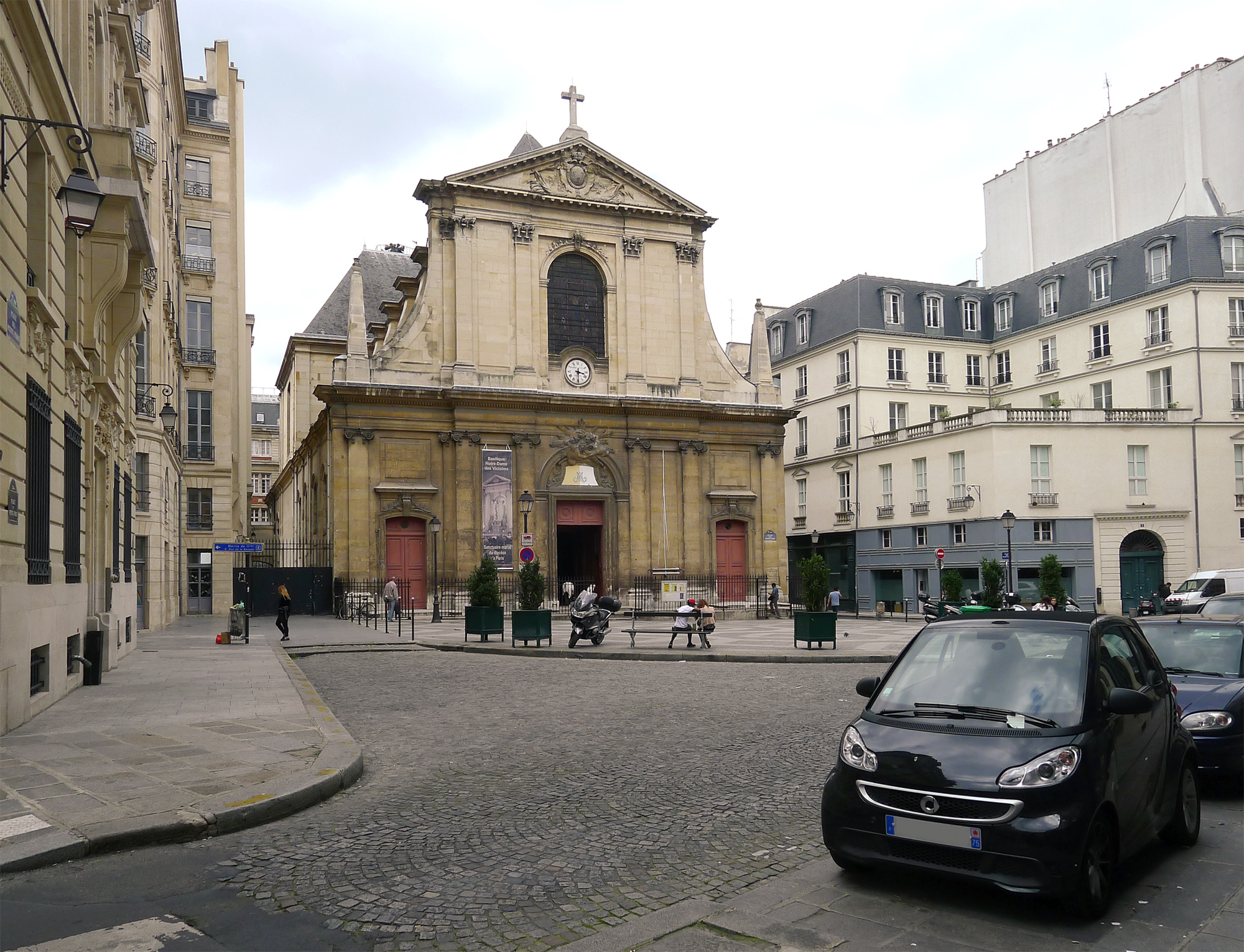
Côté nord de la place avec la basilique Notre-Dame-des-Victoires

### Côté est
- Le seul bâtiment est le no 9. Dans les années 1880 étaient établis là un marchand de linge en gros[6] et au rez-de-chaussée un office de pharmarcie : la pharmacie Charles Tarin[7], fournisseur de la Farine Mexicaine del Doctor Fernando de Rio de Mexico (nourriture pour convalescents, et le café Barberin, « hygiène de santé , stomatiche et fortifiant [8].») [9];  Graines de lin (« préparation nouvelle pour combattre avec succès Constipation, Coliques, Diarrhées, Maladies du foie et de la vessie. Exiger les boîte en fer blanc. Une cuillère à soupe matin et soir dans ¼ de verre d'eau froide. »)[8] ; Dragées du Docteur Elie, au bromure de camphre (« antispamodique contre les Maladies nerveuses, Névroses, Névralgies, etc. »)[10].
- La rue du Mail débouche sur la place.
- La rue Vide-Gousset (qui la relie à la place des Victoires) débouche sur la place.

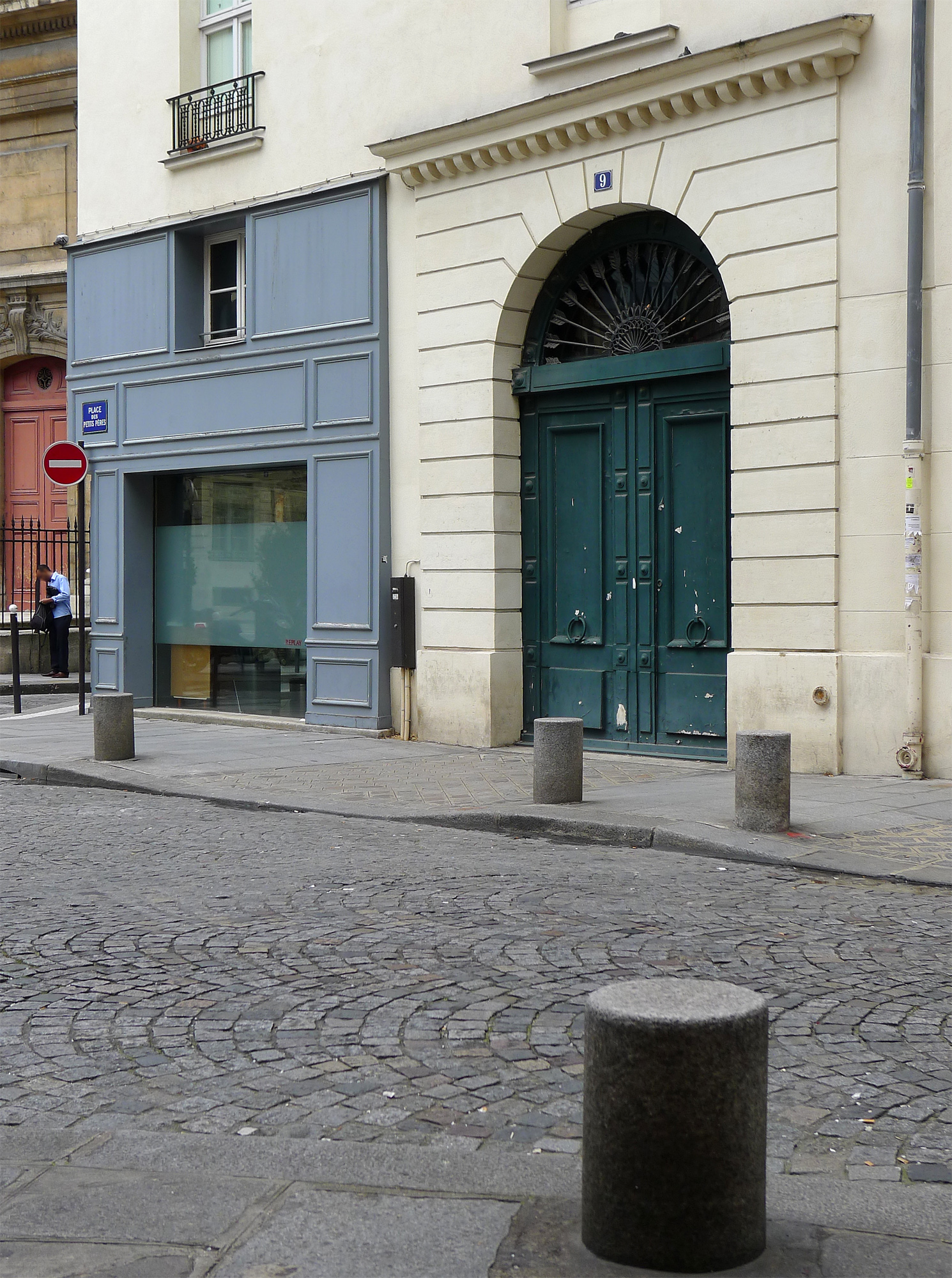
No 9

## Pour approfondir